# Felinae
Los felinos (Felinae) son una subfamilia importante de la familia Felidae, pues incluye 13 de los 18 géneros de esta. Los representantes de esta subfamilia se encuentran ampliamente distribuidos por el mundo y solo faltan de forma natural en las regiones polares, Madagascar, Australia y algunas islas oceánicas. El gato doméstico, perteneciente a esta subfamilia, ha sido introducido en varios de estos lugares de forma voluntaria o involuntaria, convirtiéndose fácilmente en cimarrón y causando un grave impacto entre sus faunas endémicas.
Los felinos alcanzan tamaños comprendidos entre los 50 a 60 cm del gato patinegro (Felis nigripes) y los casi 2 m que puede alcanzar el representante más grande, el puma (Puma concolor). Todos son eficientes cazadores dotados de garras retráctiles, pero son incapaces de rugir a diferencia de algunos miembros de la subfamilia Pantherinae porque al contrario que estos tienen una garganta totalmente osificada. Todas las especies son solitarias, aunque algunas toleran con mayor facilidad que otras la presencia de otros miembros de su especie en su territorio.
En cautividad se han producido con éxito diferentes tipos de híbridos, tanto dentro de un mismo género como, más raramente, entre géneros distintos. El puma ha logrado cruzarse con éxito incluso con un miembro de otra subfamilia, el leopardo, produciendo unos híbridos llamados pumapardos. Los descendientes de estos cruces son estériles en todos los casos.

## Taxonomía
- Subfamilia Felinae
  - Género Felis
    - Felis chaus - gato de la jungla o gato de los pantanos
      - Felis chaus chaus
      - Felis chaus affinis
      - Felis chaus fulvidina
      - Felis chaus furax
      - Felis chaus kelaarti
      - Felis chaus kutas
      - Felis chaus maimanah
      - Felis chaus nilotica
      - Felis chaus oxiana
      - Felis chaus prateri

    - Felis margarita - gato de las arenas o gato del desierto
    - Felis nigripes - gato patinegro
    - Felis silvestris - gato montés euroasiático o gato salvaje
      - Felis silvestris silvestris - (gato montés europeo, Europa y Península de Anatolia).
      - Felis silvestris lybica - (gato salvaje africano, África del norte, Asia occidental hasta el mar de Aral).
      - Felis silvestris cafra - (África subsahariana).
      - Felis silvestris ornata - (gato salvaje asiático, Asia Central y Oriental, Pakistán, noroeste de la India).
      - Felis silvestris bieti - gato chino del desierto, gato montés chino o gato de Biet (norte de China).
      - Felis silvestris catus - (gato doméstico, extendido por todo el mundo).

  - Género Herpailurus
    - Herpailurus yagouaroundi - yaguarundí o gato nutria
      - Herpailurus yagouaroundi ameghinoi
      - Herpailurus yagouaroundi carcomitli - yaguarundí de la costa del Golfo
      - Herpailurus yagouaroundi eyra
      - Herpailurus yagouaroundi fossata
      - Herpailurus yagouaroundi melantho
      - Herpailurus yagouaroundi panamensis
      - Herpailurus yagouaroundi tolteca
      - Herpailurus yagouaroundi yagouaroundi

  - Género Prionailurus
    - Prionailurus bengalensis - gato de Bengala o gato leopardo 
      - Prionailurus bengalensis iriomotensis - gato de Iriomote

    - Prionailurus planiceps - gato de cabeza plana
    - Prionailurus rubiginosus - gato rojo manchado o gato herrumbroso
    - Prionailurus viverrinus - gato pescador

  - Género Puma
    - Puma concolor - puma

  - Género Acinonyx
    - Acinonyx jubatus - guepardo

  - Género Lynx
    - Lynx canadensis - lince del Canadá
    - Lynx lynx - lince boreal, lince eurasiático o lince común
    - Lynx pardinus - lince ibérico
    - Lynx rufus - lince rojo o gato montés de Norteamérica

  - Género Leopardus
    - Leopardus braccatus - gato del Pantanal
    - Leopardus colocolo - gato colocolo
    - Leopardus geoffroyi - gato montés sudamericano o gato de Geoffroy
    - Leopardus guigna - kodkod, huiña, gato colorado o gato colo
    - Leopardus jacobitus - gato de montaña, gato andino, chinchay, gato lince u osjo
    - Leopardus pajeros - gato de las pampas o gato pajero
    - Leopardus pardalis - ocelote
    - Leopardus tigrinus - tigrillo o leopardo tigre
    - Leopardus wiedii - gato tigre, cunaguaro, caucel, maracayá o margay

  - Género Leptailurus
    - Leptailurus serval - serval

  - Género Caracal
    - Caracal caracal - caracal común o lince africano
    - Caracal aurata - gato dorado africano

  - Género Catopuma
    - Catopuma badia -  gato rojo de Borneo o gato de la bahía
    - Catopuma temminckii - gato dorado asiático

  - Género Pardofelis
    - Pardofelis marmorata - gato jaspeado

  - Género Otocolobus
    - Otocolobus manul - manul

### Géneros extintos
Además, hay varios géneros extintos:
- †Adelphailurus - Mioceno de Norteamérica.
- †Leptofelis - Mioceno superior de España.
- †Magerifelis - Mioceno de España y Francia.
- †Miopanthera - Mioceno de Europa y Turquía.
- †Miracinonyx - Pleistoceno de Norteamérica.
- †Nimravides - Mioceno de Norteamérica.
- †Pratifelis - Mioceno de Norteamérica.
- †Pristifelis - Mioceno de Eurasia.
- †Sivaelurus - Mioceno de India.
- †Sivapanthera - Plioceno y Pleistoceno de Asia.
- †Sivapardus  - Plioceno y Pleistoceno de Pakistán.
- †Styriofelis - Mioceno de Europa central.
- †Vishnufelis - Mioceno de India.